# كوليت غوموند
كوليت غوموند هي لاعبة كمال أجسام كندية، ولدت في 14 سبتمبر 1961 في مونتريال في كندا.

## وصلات خارجية
- الموقع الرسمي